# Krabčická plošina
Krabčická plošina je geomorfologický okrsek ve východní a severovýchodní části Řipské tabule, ležící v okresech Litoměřice v Ústeckém kraji a okresech Kladno a Mělník ve Středočeském kraji.

## Poloha a sídla

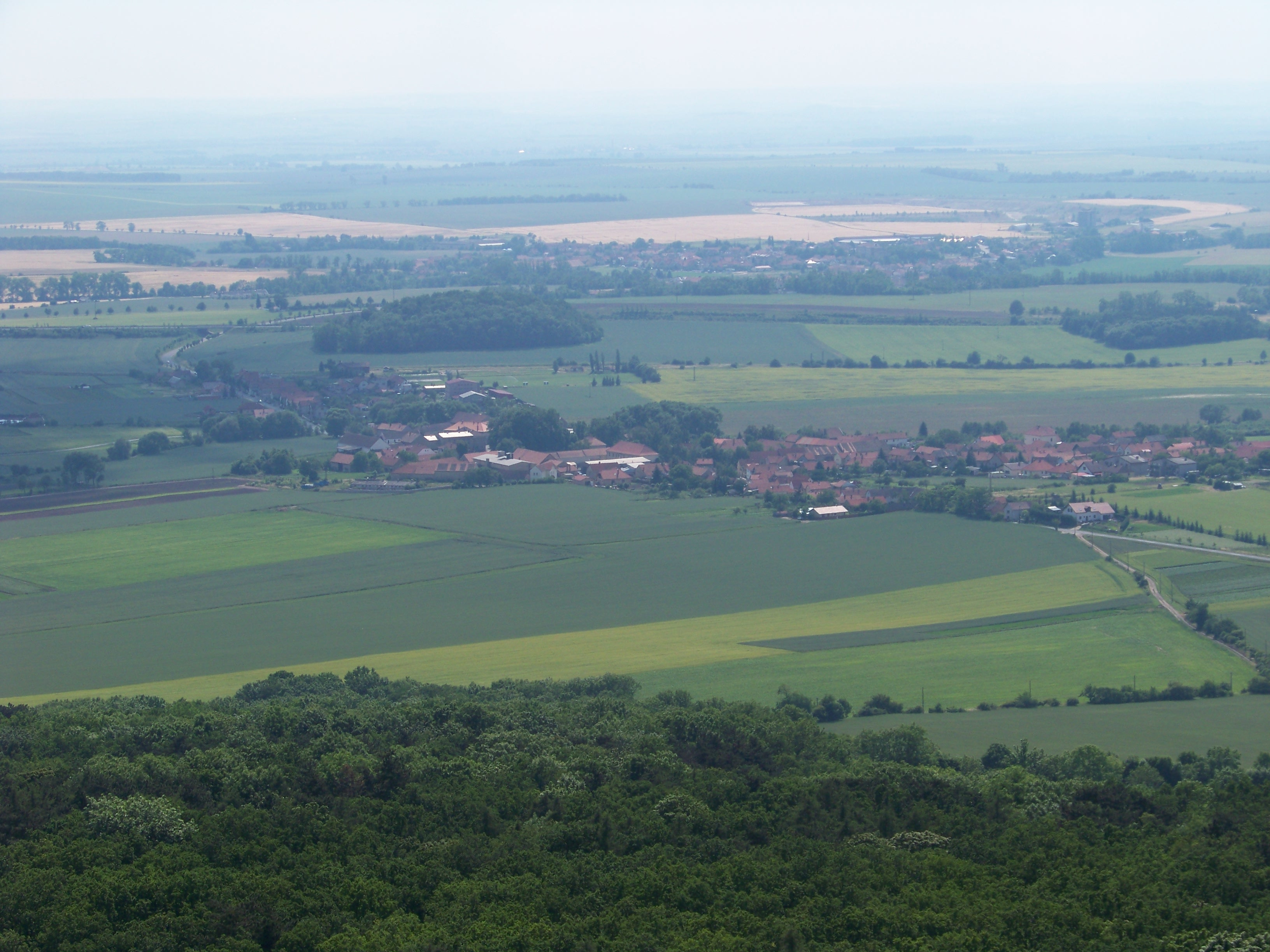
Straškovská plošina a vrch Vínek z Řípu

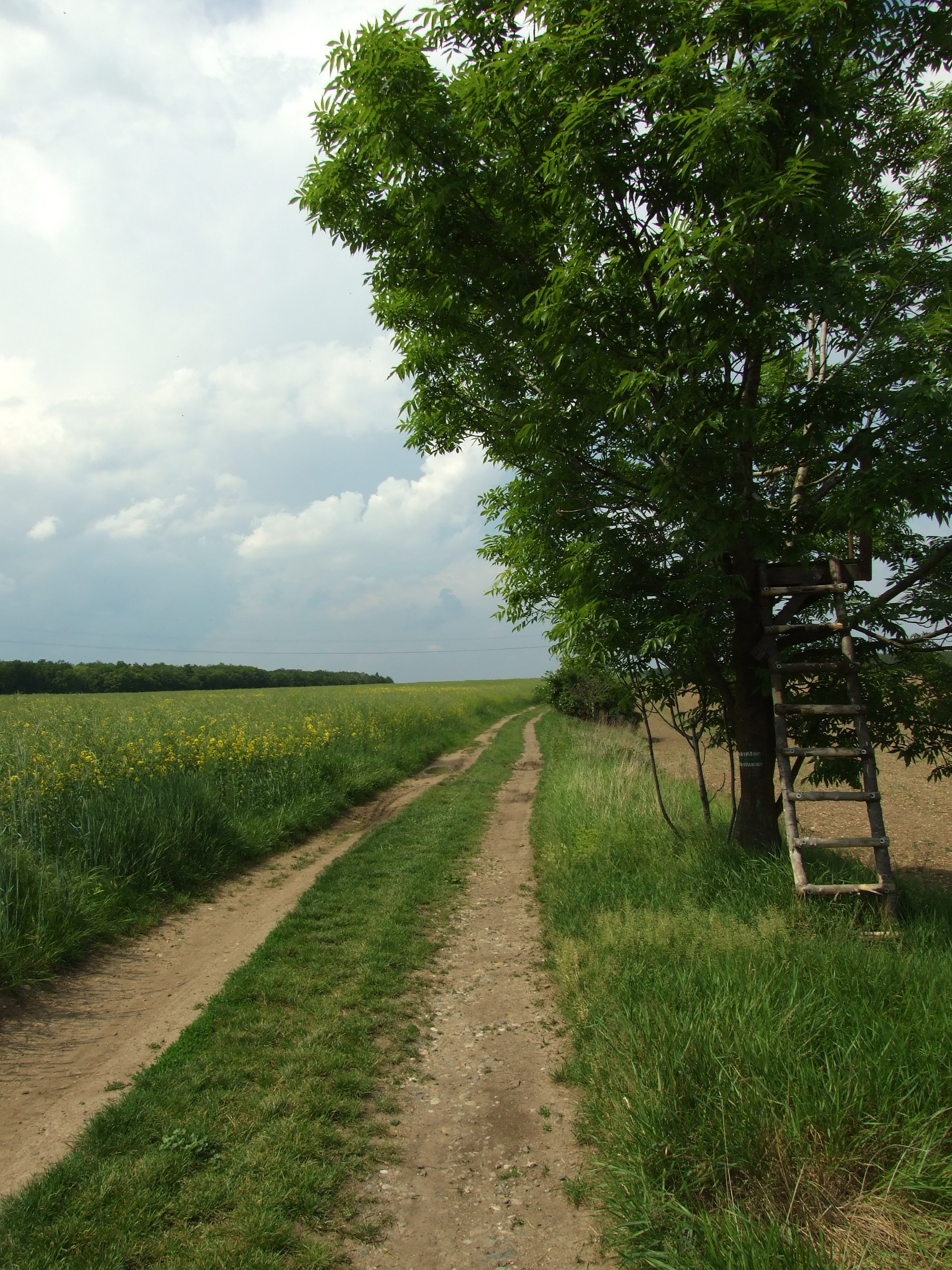
Cesta po Lešanské plošině nedaleko vrchu Kopec

Území okrsku se nachází zhruba mezi sídly Roudnice nad Labem (na severu), Budyně nad Ohří a Libotenice (na severozápadě), Černuc a Velvary (na jihozápadě), Kralupy nad Vltavou (na jihu), Vraňany (na východě) a Dolní Beřkovice (na severovýchodě). Uvnitř okrsku leží větší částí město Roudnice nad Labem, menší částí Kralupy nad Vltavou, zcela uvnitř leží větší obce Nelahozeves, Straškov-Vodochody, Horní Beřkovice a titulní Krabčice.

## Geomorfologické členění
Okrsek Krabčická plošina (dle značení Jaromíra Demka VIB–1B–2) náleží do celku Dolnooharská tabule a podcelku Řipská tabule. Dále se člení na podokrsky Straškovská plošina na severu a západě, Hornobeřkovická plošina na severu a východě a Lešanská plošina na jihu.
Plošina sousedí s dalšími okrsky Dolnooharské tabule: Perucká tabule na západě, Budyňská pahorkatina na severozápadě a Roudnická brána na severovýchodě. Dále sousedí s celky Středolabská tabule na východě a Pražská plošina na jihu.

## Významné vrcholy
Nejvyšším vrcholem Krabčické plošiny, potažmo celé Řipské tabule, je Říp (461 m n. m.).
| název vrcholu | výška (m n. m.) | podřazená jednotka      |
| ------------- | --------------- | ----------------------- |
| Říp           | 461             | Hornobeřkovická plošina |
| Kopec         | 274             | Lešanská plošina        |
| Škarechov     | 270             | Hornobeřkovická plošina |
| Vidrholec     | 243             | Straškovská plošina     |
| Vínek         | 240             | Straškovská plošina     |
| Na Horách     | 221             | Straškovská plošina     |
| Vejčina       | 200             | Hornobeřkovická plošina |